# بخش ایتوزاینگو (بوئنوس آیرس)
بخش ایتوزاینگو پارتیدو (به اسپانیایی: Partido de Ituzaingó) یک منطقهٔ مسکونی در آرژانتین است که در استان بوئنوس آیرس واقع شده‌است. بخش ایتوزاینگو پارتیدو ۳۸٫۵۱ کیلومتر مربع مساحت و ۱۶۸٬۴۱۹ نفر جمعیت دارد.